# Objetivo de Desenvolvimento Sustentável 3
Objetivo de Desenvolvimento Sustentável 3 (ODS 3 ou Objetivo Global 3), relativo à “Boa Saúde e Bem-Estar”, é um dos 17 Objetivos de Desenvolvimento Sustentável estabelecidos pelas Nações Unidas em 2015. A redação oficial é: “Garantir uma vida saudável e promover o bem-estar para todos, em todas as idades.” As metas do ODS 3 focam-se em vários aspetos da vida saudável e do estilo de vida saudável. O progresso das metas é medido por vinte e um indicadores.
ODS 3 tem 13 metas e 28 indicadores para medir o progresso em direção às metas. As primeiras nove metas são metas de resultados:
- reduzir mortalidade materna
- acabar com todas as mortes evitáveis em menores de cinco anos
- combater doenças transmissíveis
- reduzir mortalidade por doenças não transmissíveis e promover a saúde mental
- prevenção e tratamento do abuso de substâncias
- reduzir lesões e mortes no trânsito
- garantir acesso universal a cuidados sexuais e reprodutivos, planeamento familiar e educação
- alcançar uma cobertura universal de saúde
- redução de doenças e mortes causadas por produtos químicos perigosos e poluição .

As quatro metas de meios de implementação são:
- implementação da Convenção-Quadro da OMS para o Controle do Tabaco
- apoiar investigação, desenvolvimento e acesso universal a vacinas e medicamentos a preços acessíveis
- aumentar o financiamento da saúde e apoiar os profissionais de saúde nos países em desenvolvimento
- melhorar os sistemas de alerta precoce para riscos de saúde globais.[2]

## Fundo
O PNUD informa que “a cada 2 segundos, alguém com idade entre 30 e 70 anos morre prematuramente de doenças não transmissíveis – doenças cardiovasculares , doenças respiratórias crónicas , diabetes ou cancro ”. 
De acordo com as estatísticas, a nível mundial, "2,4 milhões de crianças morreram no primeiro mês de vida em 2019 – aproximadamente 6.700 mortes neonatais todos os dias – com cerca de um terço de todas as mortes neonatais ocorrendo no primeiro dia após o nascimento, e perto de três quartos ocorrendo na primeira semana de vida".  A falta de acesso a cuidados de saúde de qualidade é um dos principais fatores. A mortalidade neonatal foi mais alta na África Subsaariana e no Sul da Ásia , que registraram 27 e 25 mortes por 1.000 nascidos vivos, respectivamente, em 2019.
Foram dados passos significativos no aumento da esperança de vida e na redução de algumas das causas comuns da mortalidade infantil e materna . Entre 2000 e 2016, a taxa mundial de mortalidade de menores de cinco anos diminuiu 47% (de 78 mortes por 1.000 nascidos vivos para 41 mortes por 1.000 nascidos vivos).  Ainda assim, o número de crianças que morrem com menos de cinco anos é extremamente elevado: 5,6 milhões só em 2016. 